# Pays d'Oscheret
Le Pays d'Oscheret (en  latin Pagus Oscarensis) est un ancien pagus des Lingons couvrant la basse vallée et la plaine de l'Ouche en Côte-d'Or (Bourgogne-Franche-Comté). Au Moyen Âge, on identifie un comté ainsi qu'un archidiaconé d'Oscheret dans le royaume de Bourgogne.

## Description

Les pagi bourguignons au IXe siècle

L'Oscheret est l'ancien nom d'un pays, ou pagus, de Côte-d'Or, en Bourgogne-Franche-Comté. Il doit son étymologie à un cours d'eau, l'Ouche. Il correspond donc à la fois à la vallée de cette rivière, y compris en amont de Dijon, ainsi qu'à la plaine dijonnaise irriguée par l'Ouche, ses affluents et l'Oucherotte, pour la section en aval de la ville et allant jusqu'à sa confluence en val de Saône.

## Historique
À l'époque antique, l'Oscheret relève du territoire des Lingons.
Par la suite, la grande fertilité des terres de la plaine de Saône, et plus particulièrement de la partie aujourd'hui appelée plaine dijonnaise, ainsi que les nombreuses routes souvent d'origine romaine traversant l'Oscheret, sont à l'origine du développement de la région.
Sous le Royaume de Bourgogne (VIe au IXe siècle), l'Oscheret est tout d'abord une subdivision (centana) du pays attuarien (Atuyer). Il est ensuite identifié comme un pagus à part (Pagus Oscarensis). Celui-ci porte un comté dont le lieu de résidence des comtes semble être Saint-Jean-de-Losne (Assises de Dagobert Ier en 629). L'archidiaconé d'Oscheret est rattaché au diocèse de Chalon-sur-Saône alors que le reste du pays dijonnais, plus au nord, relève du diocèse de Langres.
Du XIIIe siècle à la fin du XVe siècle, on signalera la présence de la puissante châtellenie ducale de Rouvres-en-Plaine, étendant son emprise sur l'ancien pays d'Oscheret.

## Liste des comtes d'Oscheret
- Amédée d'Oscheret (790-867), comte d'Oscheret.
- Anschaire Ier d'Ivrée (860-902), fils du précédent, comte d'Oscheret (867-887) puis premier marquis (margrave) d'Ivrée, en Italie, de 888 à 902. Il est le fondateur de la maison d'Ivrée.
- Manassès Ier de Chalon dit aussi Manassès Ier l'Ancien (v.875-918), de la maison de Vergy ; comte d'Oscheret (887-918). Manasssès, déjà comte de Chalon et seigneur de Vergy, reçoit le comté d'Oscheret en 887 à la suite de la défection d'Anschaire envers le roi des Francs Eudes Ier.
- Otte-Guillaume de Bourgogne (v.958-1026), comte de Nevers, de Mâcon, de Beaune et d'Oscheret. Appartenant à la maison d'Ivrée, il est surtout, à partir de 986, le premier comte palatin de Bourgogne.